# پا عمر یوبه
پا عمر یوبه (انگلیسی: Pa Omar Jobe؛ زادهٔ ۲۶ دسامبر ۱۹۹۸) بازیکن فوتبال اهل گامبیا است.
از باشگاه‌هایی که در آن بازی کرده است می‌توان به باشگاه فوتبال نمان گرودنو و باشگاه فوتبال اشکندیا اشاره کرد.
وی همچنین در تیم ملی فوتبال گامبیا بازی کرده است.